# Тундра гір Принца Чарльза
Тундра гір Принца Чарльза — антарктичний екорегіон тундри, розташований в Східній Антарктиді.

## Географія
Екорегіон тундри гір Принца Чарльза охоплює вільні від постійного льоду ділянки, розташовані у прибережних і внутрішніх районах Землі Мак-Робертсона в Східній Антарктиді, що лежить на південь і захід від затоки Прюдс, на березі моря Співдружності. Багато вільних від льоду ділянок екорегіону являють собою нунатаки — поодинокі скелясті гірські вершини, що підіймаються над поверхнею льодовика. Більшість з них розташовані в горах Принца Чарльза, де зустрічаються відносно великі вільні від криги ділянки, поєднані між собою. Найвищою вершиною цих гір є гора Мензіс заввишки 3355 м.
Майже 98 % всієї Антарктиди вкрито льодовиками, які містять 90 % світового льоду та майже 70 % прісної води на Землі. Східноантарктичний льодовиковий щит спускається до узбережжя, де переходить у шельфові льодовики, зокрема у шельфовий льодовик Еймері, який повністю займає затоку Прюдс. Взимку площа морського льоду у Південному океані збільшується у кілька разів, різко відсуваючи кордон відкритого океану від суходолу.
На Землю Мак-Робертсона претендує Австралія як на частину Австралійської антарктичної території, однак згідно Договору про Антарктику усі територіальні претензії в Антарктиці заморожені до 2048 року.

## Клімат
В межах екорегіону переважає дуже холодний клімат льодовикової шапки (EF за класифікацією кліматів Кеппена). Середньорічна температура у внутрішніх районах екорегіону коливається від -15 °C до -20 °C, а в прибережних районах — від -10 °C до -15 °C. Влітку температура на кілька тижнів тут може підійматися вище 0 °C. На узбережжях регіону дмуть сильні стокові вітри. Земля Мак-Робертсона лежить на південь від Південного полярного кола. Влітку тут триває полярний день, а взимку — полярні сутінки.

## Флора і фауна
Рослинний покрив вільних від постійної криги антарктичних оаз представлений полярними пустелями, у яких зустрічаються деякі види лишайників, мохів та водоростей, пристосованих до екстремальних кліматичних умов. Загалом в екорегіоні зустрічається 9 видів мохів та 50 видів лишайників. Також тут зареєстровано 11 видів безхребетних тварин, серед яких переважають тихоходи та кліщі. 
На узбережжях екорегіону зустрічається 14 гніздових колоній пінгвінів Аделі (Pygoscelis adeliae), загальна чисельність популяції яких становить 127 000 пар. Найбільша колонія пінгвінів Аделі знаходиться на березі Моусона, де гніздиться майже 43 000 пар. Поблизу берега Моусона, на островах Рукері та на скелях Скаллін і Мюррей гніздиться щонайменше сім видів антарктичних морських птахів, зокрема пінгвіни Аделі (Pygoscelis adeliae), пінтадо (Daption capense), білі буревісники (Pagodroma nivea), південні буревісники (Fulmarus glacialoides), гігантські буревісники (Macronectes giganteus), океанники Вільсона (Oceanites oceanicus) та антарктичні поморники (Stercorarius maccormicki). Колонія гігантських буревісників на острові Рукері є однією з чотирьох колоній цих птахів у континентальній Антарктиді. Також в екорегіоні зустрічаються імператорські пінгвіни (Aptenodytes forsteri), антарктичні пінгвіни (Pygoscelis antarcticus) та антарктичні буревісники (Thalassoica antarctica).
Окрім пінгвінів та інших морських птахів на узбережжях екорегіону також зустрічаються тюлені-крабоїди (Lobodon carcinophaga), тюлені Росса (Ommatophoca rossii), тюлені Ведделла (Leptonychotes weddellii) та морські леопарди (Hydrurga leptonyx). Ці ластоногі більшу частину часу проводять серед пакових льодів антарктичного шельфу, однак іноді виповзають на пляжі.

## Збереження
Територія екорегіону перебуває під захистом Протоколу про охорону навколишнього середовища згідно Договору про Антарктику. Тут розташовані чотири особливі антарктичні природоохоронні території. Колонія Тейлор (ASPA-101) призначена для охорони колонії імператорських пінгвінів, розташованої на східній стороні льодовика Тейлора, острови Рукері (ASPA-102) та скелі Скаллін і Мюррей (ASPA-164) призначені для захисту гніздових колоній різних птахів, а гора Гардінг (ASPA-168) призначена для захисту унікальних геологічних особливостей. 
Єдиною постійною антарктичною дослідницькою станцією в екорегіоні є австралійська станція Моусон, на якій влітку перебуває до 60 науковців, а взимку — близько 20 людей. Туристи рідко відвідують цей регіон.